# Concetto
Concetto (končeto) je stilska figura vrlo popularna u razdoblju baroka. Temelji se na vještini pronalaženja sličnosti između pojava i predmeta koji su naizgled vrlo različiti. Najčešći oblici končeta su metafora, hiperbola, antiteza, domišljat i oštrouman način izražavanja, šala, duhovitost. Usko povezan s poantom, odnoseći se kako na verbalnu igru, tako i na igru smisla i značenja, pojam končeto u neposrednoj je vezi s temeljnom funkcijom baroknog teksta -  on proizvodi čuđenje.